# 유럽두꺼비
유럽두꺼비(European toad; Bufo bufo)는 아일랜드, 아이슬란드, 지중해의 섬들을 제외한 유럽 전역과 북아시아, 북서아프리카 일부에 분포하는 양서류이다. 서양에서 그냥 두꺼비(common toad)라고 하면 이 종을 일컫는다. 두꺼비는 눈에 잘 띄지 않는 동물로 낮 동안에는 어디 숨어 지낸다. 땅거미 질 때쯤 일어나서 밤 동안 무척추동물을 사냥하여 잡아먹으며 산다. 느리고 볼품없이 걸어다니거나 짧게 뛰어다니며 잿빛 갈색 피부는 무사마귀 같은 덩어리로 덮여 있다.
기본적으로 두꺼비는 혼자 사는 동물이지만. 번식기에는 많은 수의 두꺼비들이 특정 산란못으로 모여들어 암컷을 차지하기 위해 수컷들끼리 경쟁을 벌인다. 알은 젤리 같은 띠 속에 든 채로 물 속에 낳고, 부화하면 올챙이가 된다. 수 개월에 걸쳐 발생과 성장을 통해 사지가 생겨나고 작은 두꺼비로 변태한다. 유생은 물에서 기어나와 성체로서 거의 평생을 육생으로 살아간다.
유럽두꺼비는 일부 서식지에서 개체수 감소 추세에 있으나, 전체적으로는 IUCN 적색 목록 "관심 필요"로 등록되어 있다. 두꺼비를 위협하는 요인은 서식지 감소, 특히 산란지의 배수가 원인이며 간혹 연례 이동 중에 길바닥에서 치여 죽기도 한다. 대중 문화 및 문학에서는 옛날부터 위치크래프트와 관계있는 동물로 등장하였다.
- 위장색을 띠고 있는 유럽두꺼비.
- 유럽두꺼비 알
- 유럽두꺼비 올챙이